# 平展上同调
在数学中，一个代数簇或概形的平展上同调（Étale cohomology）是一个与一般拓扑空间的有限系数上同调群类似的代数结构。这一概念作为证明韦伊猜想的工具由亚历山大·格罗滕迪克引入。平展上同调的理论可以用于构建ℓ进上同调，后者则是代数几何中韦伊上同调理论的一个例子。这一理论有着众多的应用，包括Weil猜想的证明以及李型有限单群的表示的构造。

## 目的
对于复代数簇的研究而言，代数拓扑中的某些不变量（例如基本群和上同調）是非常有用的。因此我们自然地希望为其他域（例如有限域）上的代数簇也定义类似的概念。（例如，韦伊指出了这样的上同调理论可以用于证明韦伊猜想。）塞尔指出仅利用代数簇上的扎里斯基拓扑就可以进行定义凝聚层的上同调，而且在复代数簇的情况下，这样的定义可以与（更细致的）复拓扑导出相同的上同调群。但是，对于常值层（例如整数层），这样的定义则不适用，因为使用扎里斯基拓扑定义的上同调群效果不佳。例如，韦伊曾希望可以为有限域上的簇构造一个上同调理论，使其与拓扑空间的奇异上同调有类似的效力；但实际上，任何不可约簇上的常值层都有着平凡的上同调群（所有高阶上同调群都是平凡的）。
扎里斯基拓扑之所以不适用，是因为它过于粗糙——换言之，它包含的开集过少。但是，为任意的代数簇赋予更细致的拓扑似乎也并不可行。格罗滕迪克的创见则在于他认识到一个广义的“开集”并不需要是代数簇的子集；换言之，层的定义并不需要限制于开子集范畴——事实上它对于任何范畴都一样适用。于是格罗滕迪克将开子集范畴替换为平展态射范畴，并由此定义了平展上同调。粗略地来说，平展态射可以被看作空间的有限非分支覆盖上的开集。这样的构造，（通过大量的工作）被证明提供了恰好足够多的开集，使得常系数上同调群（在系数为{\displaystyle \mathbb {Z} /n\mathbb {Z} }时，其中n与域的特征互质）有良好的性质。
一些基本的直观理解如下：
- 若隐函数定理在代数几何中成立，则平展条件可被看作该定理的前提。（注意：隐函数定理在一般的代数几何中并不成立）
- 对于阿贝尔簇，在0和1维的情况下，一些常系数层的基本事实可以用其他理论（例如伽罗瓦上同调和泰特模（英语：Tate module））来推断。

## 定义
令{\displaystyle f:X\to Y}为一个概形之间的态射，{\displaystyle Z}为一个Y-概形，J为一个Z上的幂零理想层（nilpotent sheaf of ideals），{\displaystyle i:Z_{0}\to Z}为{\displaystyle J}所确定的闭浸入。若对于所有的Y-态射{\displaystyle g:Z_{0}\to X}，都存在唯一的Y-态射{\displaystyle s:Z\to X}使得{\displaystyle g=si}，我们就称{\displaystyle f}是形式平展的。若对于{\displaystyle X}的每一点{\displaystyle x}, 都有一个{\displaystyle x}的邻域{\displaystyle V}和{\displaystyle f(x)}的邻域{\displaystyle U}使得{\displaystyle f(U)\subseteq V}而且{\displaystyle {\mathcal {O}}_{X}(V)}是一个{\displaystyle {\mathcal {O}}_{Y}(U)}上的有限表示代数（即，前者可被看作后者的一个有限多项式环约去一个有限生成理想所得到的结果），我们就称{\displaystyle f}是局部有限表示的。一个形式平展且局部有限表示的态射被称为一个平展态射（Étale morphism）。一个等效的定义是：一个平坦（flat）且非分歧（unramified）的态射是一个平展态射（参见：概形论术语）。
对于任何一个概形{\displaystyle X}，令{\displaystyle Et(X)}表示其全部平展态射组成的范畴。注意到它与概形的关系类似于开子集范畴与拓扑空间的关系，而该范畴的对象则可以被非正式地看成是X的“平展开子集”。拓扑空间中两个开集的交集则可以看成两个平展态射的拉回。稍微需要注意的一点细节是{\displaystyle Et(X)}并非是一个小范畴；但是因为平展态射是局部有限表示的，将其视作小范畴亦无妨。
一个拓扑空间上的预层{\displaystyle F}是一个从开子集范畴到集合范畴（{\displaystyle Set}）的逆变函子；类似地，我们定义一个概形的平展预层为从{\displaystyle Et(X)}到{\displaystyle Set}的一个逆变函子。若层条件（当一个开集{\displaystyle U}被{\displaystyle U_{i}}覆盖，且{\displaystyle F(U_{i})}均被给定，使得所有的这些{\displaystyle F(U_{i})}在任意的{\displaystyle U_{i}\cap U_{j}}上都有一致的取值，则{\displaystyle F(U_{i})}都是唯一的某个{\displaystyle F(U)}的像）可以得到满足，我们就将一个预层称为层；因此类似地，我们称一个平展预层为平展层，若对应的平展层条件得到满足。（这里“并集”被平展映射的拉回代替，而“{\displaystyle f_{i}:U_{i}\to U}覆盖{\displaystyle f:U\to X}”则被定义为{\displaystyle f_{i}(U_{i})}覆盖{\displaystyle U}。）对于任何范畴上的格罗滕迪克拓扑，我们都可以类似地定义层的概念。
因为一个概形上的阿贝尔层（取值为阿贝尔群的层）的范畴包含足够多的单射对象，我们可以在其上定义左正合函子的右导出函子。对于一个阿贝尔层的范畴{\displaystyle Sh(X,Ab)}，其全局截面函子是一个将每个层{\displaystyle F}映射到其全局截面（也就是{\displaystyle F(X)}）的映射{\displaystyle g:Sh(X,Ab)\to Ab}。给定一个阿贝尔层{\displaystyle F}，定义其平展上同调群{\displaystyle H^{i}(F)}为{\displaystyle g}的右导出函子{\displaystyle R^{i}g}在{\displaystyle F}上的值。特别地，{\displaystyle H^{0}(F)}便是{\displaystyle g(F)}。
更一般地，若{\displaystyle f}是一个从{\displaystyle X}到{\displaystyle Y}的概形态射，则有{\displaystyle f_{*}}函子从X的平展层映射到Y的平展层，而其右导出函子则被写为{\displaystyle R^{i}f_{*}}。若Y是一个代数闭域的谱（也就是一个点），则{\displaystyle R^{i}f_{*}(F)}与{\displaystyle H^{i}(F)}相同。
令X为诺特概形。若一个X的阿贝尔平展层被X的一个平展覆盖所表示，我们则称其为有限局部常值的。若X可被有限个子概形覆盖，且F在每个子概形上都是有限局部常值的，则称F为可构造的。若对于任何X的平展覆盖U，{\displaystyle F(U)}都是挠群，则称F为挠的。有限局部常值的层都是可构造的，而可构造层都是挠的。每一个挠层都是一个可构造层的滤子归纳极限。

## ℓ进上同调群
在关于有限域{\displaystyle \mathbb {F} _{q}}的代数几何中，一个重要的目标是找到可以作为整数（或有理数）系数奇异上同调群的替代结构，因为奇异上同调群在有限域下并不没有复数域的情况下一样良好的性质。对于{\displaystyle \mathbb {Z} /n\mathbb {Z} }（其中n互质于域特征）系数，平展上同调表现尚可，但对于无挠系数则无法给出良好的结果。为了得到无挠的上同调群，我们需要取带某些挠元系数的平展上同调群的逆极限，而这种构造所得到的结构称为ℓ进上同调群。（此处ℓ代表一个与域特征p不同的质数。）对于一个概形V，考虑上同调群
{\displaystyle H^{i}(V,\mathbb {Z} /\ell ^{k}\mathbb {Z} )}
并定义其ℓ进上同调群为其逆极限：
{\displaystyle H^{i}(V,\mathbb {Z} _{\ell })=\varprojlim H^{i}(V,\mathbb {Z} /\ell ^{k}\mathbb {Z} )}
此处{\displaystyle \mathbb {Z} _{\ell }}表示ℓ进数，但这一定义则是通过考虑一系列带{\displaystyle \mathbb {Z} /\ell ^{k}\mathbb {Z} )}系数的常值层完成的。（此处有一个著名的陷阱：上同调不与逆极限交换，而用逆极限定义的ℓ进上同调群不是系数在平展层{\displaystyle \mathbb {Z} _{\ell }}内的上同调群——后者虽然存在，但给出的上同调群是错误的）。
更为一般地，令F是一个平展层{\displaystyle F_{i}}的逆序列，则F的上同调可以定义为{\displaystyle F_{i}}层的上同调的逆极限：
{\displaystyle H^{i}(X,F)=\varprojlim H^{i}(X,F_{i})}
注意，虽然如下的自然映射存在：
{\displaystyle H^{i}(X,\varprojlim F_{i})\to \varprojlim H^{i}(X,F_{i})}
一般来说这个映射并不是一个同构。ℓ进层是一个特殊的平展层逆系统{\displaystyle F_{i}}，其中i是正整数，{\displaystyle F_{i}}是一个{\displaystyle \mathbb {Z} /\ell ^{i}\mathbb {Z} }模，而{\displaystyle F_{i+1}}到{\displaystyle F_{i}}的映射则是模{\displaystyle \mathbb {Z} /\ell ^{i}\mathbb {Z} }的约化。
若V是一个非奇异的代数曲线，{\displaystyle i=1}，则{\displaystyle H^{1}}是一个自由{\displaystyle \mathbb {Z} _{i}}模，其秩为{\displaystyle 2g}（g是V的亏格），且与V的雅可比簇的泰特模对偶。因为一个黎曼曲面的贝蒂数是2g，该群与复数代数曲线的{\displaystyle \mathbb {Z} _{\ell }}系数奇异上同调群同构。这个例子也说明了为什么我们要求ℓ不等于p：在两者相同的时候，泰特模的秩最多是g。
ℓ进上同调群可能包含挠子群，而迈克尔·阿廷和戴维·芒福德在处理几何问题的时候也用到了这样的性质。若需要从ℓ进上同调群中完全去除挠子群从而得到可以被视作零特征域上的向量空间的上同调群，则可以使用如下定义：
{\displaystyle H^{i}(V,\mathbb {Q} _{\ell })=H^{i}(V,\mathbb {Z} _{\ell })\otimes \mathbb {Q} _{\ell }}
（注意这里的符号可能有误导性：{\displaystyle \mathbb {Q} _{\ell }}既不是平展层，也不是ℓ进层）。

## 性质
ℓ进上同调群与复数簇的奇异上同调群大致上有着类似的性质，区别在于前者是ℓ进数（或ℓ进有理数）的模而后者是整数（或有理数）的模。在非奇异射影簇上，庞加莱对偶性成立，且复数簇的“模p约化”的ℓ进上同调群与奇异上同调群多数情况下有同样的秩。Künneth公式同样也成立。
例如，一个复椭圆曲线的第一上同调群是一个秩为2的整数自由模，而一个有限域椭圆曲线的第一ℓ进上同调群则是一个秩为2的ℓ进数自由模（只要ℓ不是该有限域的特征），而且后者与泰特模对偶。
ℓ进上同调群在一个意义上优于奇异上同调群：前者往往受伽罗瓦群作用。例如，若一个复数簇在有理数上定义，则其ℓ进上同调群受有理数的绝对伽罗瓦群的作用，因此是一个伽罗瓦表示。
有理数的伽罗瓦群的元素（除去平凡元和共轭元之外），大多不在有理数上定义的复数簇上有连续作用，因此大多不在奇异上同调群上作用。这一现象与拓扑空间的基本群在奇异上同调群上作用的事实有关：格罗滕迪克证明了伽罗瓦群可以被视作某种形式的基本群。

## 平展上同调群的例子
- 若X是一个带有绝对伽罗瓦群G的域K的谱，则X的平展层与受G作用的连续集（或阿贝尔群）有一一对应，而层的平展上同调则等于G的群上同调（伽罗瓦上同调）。
- 若X是一个复数簇，则有限系数的平展上同调同构于有限系数的奇异上同调。（这对于整系数并不成立。）此外，任何可构造层系数的上同调都是一致的。
- 若F是一个凝聚层（或{\displaystyle \mathbb {G} _{m}}），则F的平展上同调和塞尔的（用扎里斯基拓扑计算得到的）凝聚层上同调等同。若X是复数簇，则该上同调也与用一般复数拓扑计算得到的层上同调等同。
- 对于阿贝尔簇和代数曲线，ℓ进上同调有着初等的表述。对于阿贝尔簇，第一ℓ进上同调群是泰特模的对偶，而高阶上同调群由第一ℓ进上同调的外幂（Exterior power）给出。对于曲线，第一ℓ进上同调群则是其雅可比簇的上同调群。这也解释了为何韦伊可以在这两个情况下给出韦伊猜想的初等证明：一般来说，若存在ℓ进上同调群的初等描述，则也可能存在相应的初等证明。

## 书目
- Grothendieck, Alexandre; Dieudonné, Jean. . Publications Mathématiques de l'IHÉS. 1964, 20. MR 0173675.
- Grothendieck, Alexandre; Dieudonné, Jean. . Publications Mathématiques de l'IHÉS. 1967, 32. MR 0238860.